# Hoštěc
Hoštěc (německy Hurschk) je malá vesnice, část města Teplá v okrese Cheb v Karlovarském kraji. Nachází se asi tři kilometry severozápadně od Teplé. Prochází tudy železniční trať Karlovy Vary – Mariánské Lázně. Hoštěc je také název katastrálního území o rozloze 4,36 km².

## Historie
První písemná zmínka o vesnici pochází z roku 1273, kdy papež Řehoř X. potvrdil její držení premonstrátům kláštera Teplá. V potvrzovací listině byla vesnice uváděna jako Hošice. Okolo roku patřil Hoštěc úředně ke Služetínu, farností a poštou k městu Teplá. Ve vesnici byla i škola, která však později přestala být využívána a místní děti docházely od roku 1923 do školy v Jankovicích. Po druhé světové válce a odsunu německého obyvatelstva došlo k výraznému poklesu počtu obyvatel, který se v následujících letech dále snižoval.

## Přírodní poměry
Vesnice se nachází v Tepelské vrchovině při jihovýchodním okraji CHKO Slavkovský les. Hoštěc je známý svými minerálními prameny. Jeden pramen byl na počátku 90. let stáčen a distribuován pod jako stolní minerálka s obchodním názvem Agnes. Stáčení však nemělo dlouhého trvání a bylo záhy zastaveno. Od té doby tento pramen odtéká volně bez využití.
Druhý nedaleký minerální pramen je označován jako Služetínská kyselka, dříve jako Thürmerova studánka. Vlastní pramen byl v roce 2013 zrekonstruován a zastřešen.

## Obyvatelstvo
Při sčítání lidu v roce 1921 zde žilo 140 obyvatel, z nichž bylo 139 Němců a jeden cizinec. K římskokatolické církvi se hlásilo 139 obyvatel, jeden k církvi evangelické.
| Rok                                                         | 1869 | 1880 | 1890 | 1900 | 1910 | 1921 | 1930 | 1950 | 1961 | 1970 | 1980 | 1991 | 2001 | 2011 | 2021 |
| ----------------------------------------------------------- | ---- | ---- | ---- | ---- | ---- | ---- | ---- | ---- | ---- | ---- | ---- | ---- | ---- | ---- | ---- |
| Počet obyvatel                                              | 154  | 178  | 174  | 162  | 152  | 140  | 136  | 64   | 63   | 30   | 33   | 27   | 24   | 19   | 21   |
| Počet domů                                                  | 18   | 21   | 21   | 22   | 26   | 27   | 28   | 23   | -    | 8    | 8    | 9    | 9    | 11   | 12   |
| Počet domů v roce 1961 je zahrnut v počtu domů ve Služetíně |      |      |      |      |      |      |      |      |      |      |      |      |      |      |      |

## Obecní správa
Při sčítání lidu v letech 1850–1960 Hoštěc byl samostatnou obcí, se kterým patřil nejprve do okresu Teplá, ale v roce 1950 v okrese Mariánské Lázně. V letech 1961–1975 byl částí obce Poutnov v okrese Karlovy Vary. Od 1. července 1975 je částí města Teplá v okrese Karlovy Vary, ale od 1. ledna 2007 v okrese Cheb.

## Pamětihodnosti
- Pomník obětem válek na návsi před domem čp. 3, slavnostně odhalený 16. října 1920. Po letech postupného chátrání byl koncem 90. let 20. století opraven a doplněn o jména padlých ve druhé světové válce a tak je tato památka věnována obětem obou světových válek.[5]